# Éva Gulyás
Pour les articles homonymes, voir Gulyás.
Éva Gulyás (-Beloberk), née le 27 octobre 1955 à Budapest, est une joueuse hongroise de basket-ball.

## Carrière
Elle est septième du Championnat d'Europe féminin juniors en 1971 et sixième du Championnat d'Europe féminin juniors en 1973.
Avec l'équipe de Hongrie féminine de basket-ball, elle se classe 4e du Championnat d'Europe 1974, 9e du Championnat du monde 1975, 8e du Championnat d'Europe 1976, 6e du Championnat d'Europe 1978, 4e du tournoi féminin de basket-ball aux Jeux olympiques d'été de 1980, 7e du Championnat d'Europe 1980, 9e du Championnat d'Europe 1981, 3e du Championnat d'Europe 1985 et 7e du Championnat d'Europe 1989.

## Famille
Elle est la sœur des joueuses de basket-ball Ildikó et Magdolna Gulyás.